# My Little Pony : Nouvelle Génération
Pour plus de détails, voir Fiche technique et Distribution.
My Little Pony : Nouvelle Génération ou Mon Petit Poney : Nouvelle Génération au Québec (My Little Pony: A New Generation) est un  film d'animation réalisé par Robert Cullen et Jose Ucha, avec Cecil Kramer et Peter Lewis à la production. Basé sur la gamme de jouets My Little Pony de Hasbro, le film marque le début de la cinquième incarnation de la franchise, tout en servant également de suivi direct à la quatrième incarnation.
Initialement prévu pour une sortie en salles par Paramount Pictures, le film est sorti le 24 septembre 2021 sur Netflix en raison de la pandémie de Covid-19.

## Synopsis
De nombreuses années après les événements de My Little Pony : Les amies, c'est magique, les enseignements de Twilight Sparkle sur l'amitié et l'harmonie ont été remplacés par la paranoïa et la méfiance, et les trois types de poneys – poneys terrestres, pégases et licornes – vivent séparés les uns des autres. Dans la ville des poneys terrestres de Maretime Bay, Argyle Starshine raconte des histoires de Twilight Sparkle et de ses amis à sa jeune fille Sunny Starscout, qui hérite de son rêve de réunir les trois types de poneys.
Un jour, alors que Sunny a grandi, une licorne perdue nommée Izzy Moonbow erre dans la baie de Maretime. Les habitants de la ville réagissent avec panique, croyant qu'Izzy est un envahisseur hostile. Sunny, ayant enfin l'occasion de se lier d'amitié avec une licorne, abrite Izzy dans sa maison, et Izzy lui révèle que les licornes n'ont plus de pouvoirs magiques à la suite de leur disparition soudaine. Ensemble, elles se lancent dans une aventure à travers Equestria pour en restaurer la magie.

## Fiche technique
- Titre original : My Little Pony : A New Generation
- Titre français : My Little Pony : Nouvelle Génération
- Réalisation : Robert Cullen et Jose Ucha
- Scénario : Gillian Berrow et Tim Sullivan
- Musique : Alan Schmuckler et Michael Mahler[1]
- Société de distribution : Netflix
- Pays d'origine :  États-Unis  Canada et  Irlande
- Langue originale : anglais
- Format : couleur
- Genre : animation, comédie, science-fiction et fantasy
- Durée : 93 minutes
- Dates de Sortie : 24 septembre 2021 (Netflix)

## Distribution

### Voix originales
- Vanessa Hudgens : Sunny Starscout,
- Kimiko Glenn : Izzy Moonbow
- James Marsden : Hitch Trailblazer
- Sofia Carson : Ruby Pétales (VO : Pipp Petals)
- Liza Koshy : Zipp Storm
- Elizabeth Perkins : Phyllis
- Jane Krakowski : Queen Haven
- Ken Jeong : Sprout
- Phil LaMarr : Alphabittle
- Michael McKean : Harry (VO : Argyle)

### Voix françaises
- Cerise Calixte : Sunny Starscout
- Stéphanie Vondenhoff : Ruby Pétales
- Marcha Van Boven : Phylllis
- Matthieu Meunier : Hitch Trailblazer
- Olivia Auclair : Reine Colombe
- Jean-Michel Vovk : Alaphabittle / Pégase
- Aaricia Dubois : Izzy Moonbow
- Kiu Jérôme : Zipp Storm
- Pierre Le Bec : Sprout
- Nathalie Hugo : Pinkie Pie / Sweets
- Élisabeth Guinand : Fluttershy / Dazzle Feather
- Fanny Dreiss : Rainbow Dash / Zoom
- Claire Tefnin : Twilight Sparkle
- Julie Basecqz : Rarity
- Fabienne Loriaux : Apple Jack
- Jean-François Rossion : Harry
- Grégory Praet : Toots
- Version française :
  - Studio d'enregistrement : Iyuno-SDI Group
  - Direction artistique : Nathalie Stas
  - Adaptation des dialogues : Sophie Servais
  - Source des crédits : Carton de doublage à la fin du film sur Netflix.

## Production

### Développement
En février 2019, il a été signalé que Hasbro développait un long métrage d'animation par ordinateur My Little Pony. Des rapports ont dit plus tard que le film marquerait le début de la cinquième génération de la franchise, qui a été confirmée le 17 septembre 2020 ,. La créatrice de My Little Pony: Les amies c'est magique, Lauren Faust, a d'abord laissé entendre que Hasbro travaillait sur la cinquième incarnation en 2018, lorsqu'elle a nié toute implication sur  la prochaine incarnation de la franchise, tandis que Tara Strong, voix anglaise de Twilight Sparkle, a déclaré qu'elle ne reprendrait pas son rôle dans la cinquième incarnation en avril 2020 (en raison de la reprise de son rôle dans My Little Pony : Pony Life). Le 8 octobre 2020, il a été signalé que la cinquième incarnation, y compris le film, serait centrée sur un nouvel ensemble de personnages, mais avec la possibilité d'apparition de personnages de l'incarnation précédente.
Le 29 janvier 2021, Emily Thompson, vice-présidente de la gestion de la marque mondiale d'Entertainment One, a révélé que le film se déroulerait dans le même monde que la quatrième incarnation de la franchise, tout en servant de première entrée dans la cinquième incarnation. Ses évènements prendraient place après ceux de l'incarnation précédente. Thompson a expliqué que sa décision avait été prise parce que les producteurs pensaient qu'il « [se sentirait] mal » de ne pas explorer davantage la tradition et la construction du monde établies par la quatrième incarnation.
Le 12 février 2021, il a été rapporté que le fondateur de Boulder Media, Robert Cullen, ainsi que Jose Ucha serviraient de réalisateurs, Mark Fattibene étant sur le point de co-réaliser le film. Cecil Kramer et Peter Lewis ont également été annoncés comme producteurs du film.

### Animation
Les services d'animation du film sont fournis par le studio d'animation irlandais Boulder Media, appartenant à Hasbro. Contrairement aux médias précédents de My Little Pony, le film est entièrement en animation informatique.

### Sortie
My Little Pony : Nouvelle Génération est sorti le 24 septembre 2021 sur Netflix. Le film devait initialement sortir en salles le même jour, sous l'égide de Paramount Pictures.  Cependant, eOne a vendu les droits de distribution à Netflix en février 2021, en réponse à la pandémie de COVID-19, tout en les conservant en Chine.

## Suite
Après l'annulation de la sortie en salles du film, Hasbro et Netflix ont annoncé plus tard qu'une série télévisée en streaming animée par ordinateur ainsi qu'une émission spéciale de 44 minutes seraient également diffusées sur le service de streaming, après le film,,. La série sera centrée sur les aventures de Sunny Starscout et de ses amis après les événements décrits dans le film. Du contenu original conçu pour YouTube sortira également en 2022 et 2023.